# Zijspantreffen
Een zijspantreffen is een motortreffen dat alleen toegankelijk is voor motorrijders die een zijspancombinatie besturen.
Hoewel zijspanrijders op elk motortreffen welkom zijn, organiseren ze om verschillende redenen eigen bijeenkomsten.
Een van deze redenen is dat zijspanrijders in veel gevallen hun kinderen meenemen naar het treffen. Op een zijspantreffen wordt hier rekening mee gehouden, door specialie kinder-activiteiten en spellen te organiseren, maar ook doordat er vanaf een bepaalde tijd rust op het treffen moet zijn. 
Een tweede reden is dat bij de constructie van veel zijspancombinaties een behoorlijke dosis huisvlijt te pas komt. Men kan dus elkaars constructies bekijken en van gedachten wisselen over verschillende technische oplossingen.
Als derde worden er tijdens zijspantreffens soms toertochten met gehandicapten georganiseerd, waarbij solo-motorfietsen er maar zo'n beetje "bij zouden hangen".